# Alter Friedhof (Kleinenbroich)

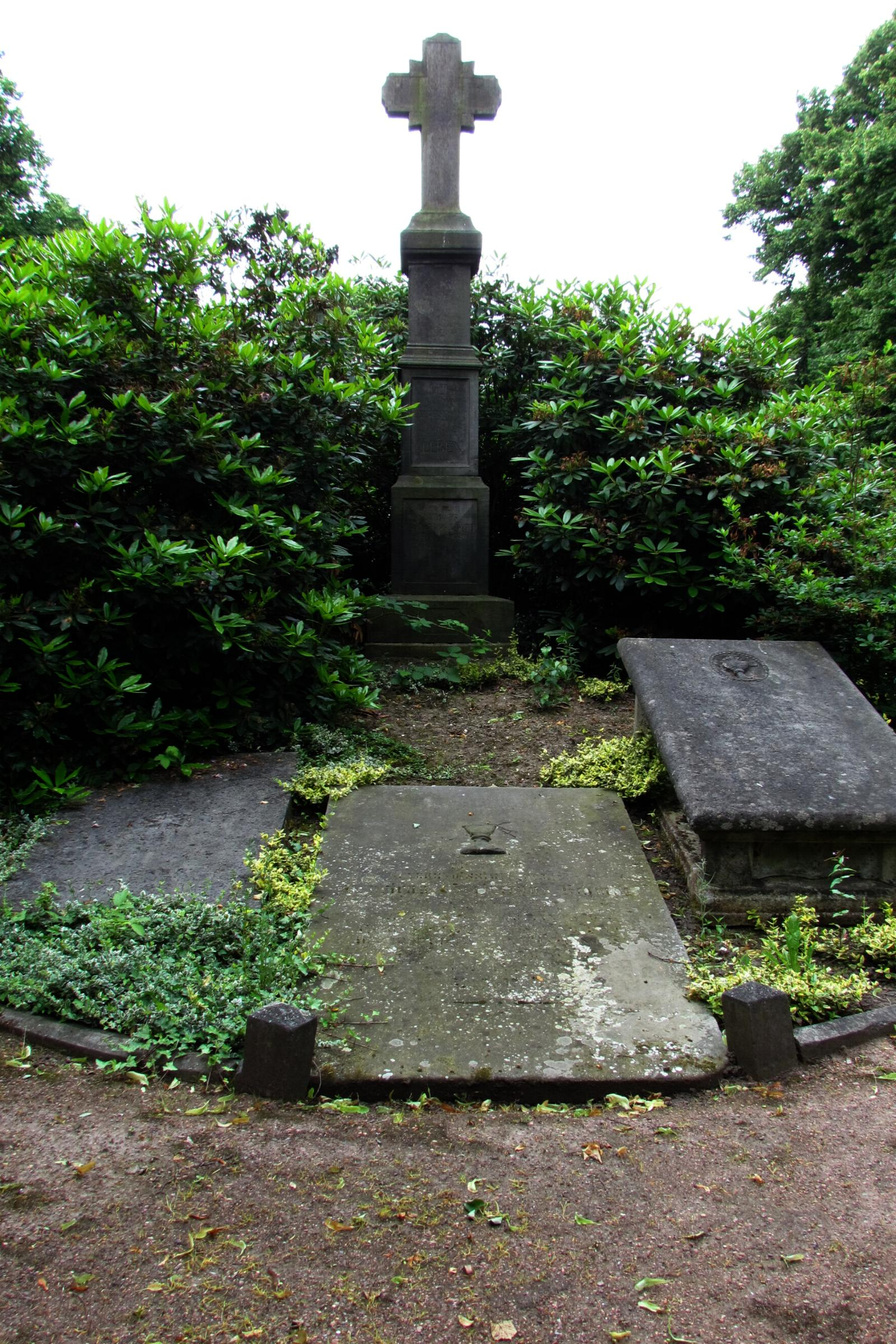
Alter Friedhof

Der Alte Friedhof  im Stadtteil Kleinenbroich in Korschenbroich im Rhein-Kreis Neuss in Nordrhein-Westfalen befindet sich in der Raitz-von-Frentz-Straße.
Der Friedhof wurde im 20. Jahrhundert angelegt und unter Nr. 039 am 27. August 1985 in die Liste der Baudenkmäler in Korschenbroich eingetragen.

## Architektur
Es handelt sich um eine neue rechteckige Anlage mit altem Grabkreuz von 1823.